# Amphisteginidae
Los anfistegínidos (Amphisteginidae) son una familia de foraminíferos bentónicos de la superfamilia Asterigerinoidea, del suborden Rotaliina y del Orden Rotaliida. Su rango cronoestratigráfico abarca desde el Eoceno hasta la Actualidad.

## Clasificación
Amphisteginidae incluye al siguiente género:
- Amphistegina

Otros géneros considerados en Amphisteginidae son:
- Sanctus
- Hemistegina, aceptado como Amphistegina